# دن پاتریک پوگنبرگ
دن پاتریک پوگنبرگ (انگلیسی: Dan-Patrick Poggenberg؛ زادهٔ ۲۸ مارس ۱۹۹۲) بازیکن فوتبال اهل آلمان است.
از باشگاه‌هایی که در آن بازی کرده‌است می‌توان به باشگاه فوتبال هولشتاین کیل، باشگاه فوتبال دویسبورگ، باشگاه فوتبال وولفسبورگ، و باشگاه فوتبال کمنیتس اشاره کرد.